# Leander van Sevilla

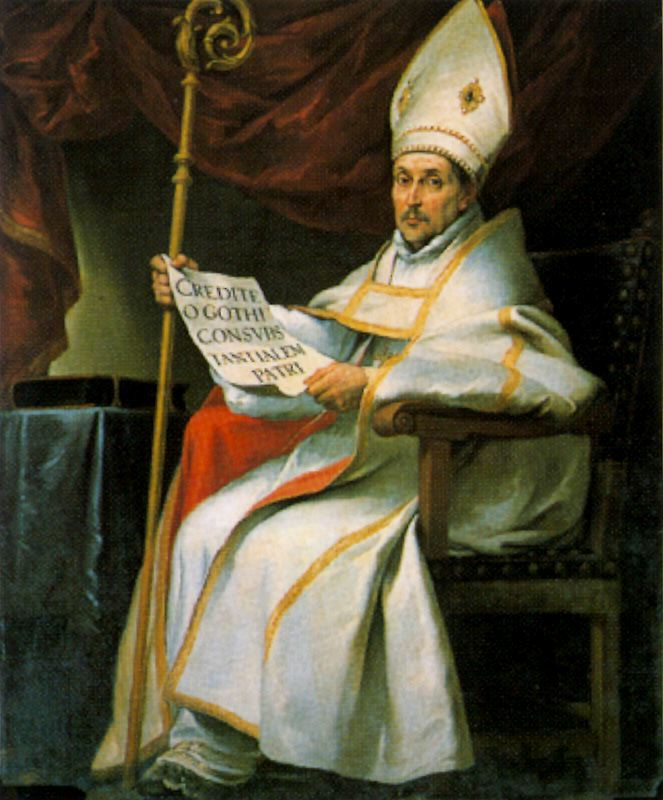
San Leandro door Bartolomé Esteban Perez Murillo

Leander van Sevilla (Cartagena omstreeks 534 - Sevilla 13 maart 600 of 601) was een katholieke aartsbisschop van Sevilla.
Hij is geboren als zoon van Severianus en Theodora en had twee broers Isidorus en Fulgentius en een zus Florentina. Leander werd op jonge leeftijd een benedictijnse monnik. Hij werd door de koning der Visigoten, Leovigild, verbannen en vestigde zich in Byzantium van 579 tot 582. Daar leerde hij de latere Paus Gregorius I - die op dat moment legaat was in Byzantium voor Paus Pelagius II -  kennen en werd met hem bevriend. Hij wist Hermenegild en Reccared, de zonen van Leovigild, te bekeren tot het Rooms-katholicisme. Hij keerde later terug naar Spanje en werd in 587 benoemd tot zevende aartsbisschop van Sevilla. Zijn broer Isidorus zou hem in die functie opvolgen en had het grootste deel van zijn opleiding van Leander gehad.
Hij is de patroon van Sevilla. Zijn feestdag is op 27 februari (orthodoxe kerk) of 13 maart (katholieke kerk).